# Fedir Hołub
Fedir Jakowycz Hołub, Fiodor Jakowlewicz Gołub (ukr. Федір Якович Голуб, ros. Федор Яковлевич Голуб, ur. 1903 w Biłozerce, zm. 3 września 1937 w Kijowie) – polityk Ukraińskiej SRR.

## Życiorys
Od 1920 należał do WKP(b), 1921-1926 był sekretarzem rejonowego komitetu Komsomołu, w 1927 sekretarzem Komitetu Okręgowego Komsomołu w Połtawie, później pracował w KC Komsomołu Ukrainy jako sekretarz i instruktor. Później przeszedł do pracy w strukturach KC KP(b)U kierownik Wydziału Organizacyjnego oraz kierownik Wydziału Agitacji i Kampanii Masowych (do 1931), od 15 czerwca 1930 był zastępcą członka, a od 28 stycznia 1932 do 17 marca 1937 członkiem KC KP(b)U. Jednocześnie od lutego do lipca 1932 był II sekretarzem Obwodowego Biura Partyjnego KP(b)U w Charkowie, od listopada 1932 do września 1933 i ponownie od grudnia 1935 do 1937 II sekretarzem Komitetu Obwodowego KP(b)U w Odessie, a od 23 września 1933 do 8 grudnia 1935 przewodniczącym Komitetu Wykonawczego Odeskiej Rady Obwodowej. W 1937 podczas wielkiego terroru został aresztowany i następnie rozstrzelany.